# Škoda Fabia
El Škoda Fabia es un automóvil de turismo del segmento B producido por el fabricante checo Škoda. Existen cuatro generaciones del Fabia, lanzadas en los años 2000, 2007, 2014 y 2021 respectivamente, compartiendo plataforma y componentes mecánicos con otros turismos del segmento B del Grupo Volkswagen: los SEAT Ibiza, Volkswagen Polo y los Audi A1.

## Primera generación (2000-2009)
La primera generación del Fabia fue presentada oficialmente en el Salón del Automóvil de Frankfurt del año 1999. Se ofrece con carrocerías hatchback y familiar de cinco puertas, y sedán de cuatro puertas. Al momento de su lanzamiento, el hatchback era uno de los más largos de su categoría; sus rivales, eran los Fiat Punto, Opel Corsa, Peugeot 206 y Renault Clio.
Los niveles de equipamiento fueron, en un primer momento, Classic, Comfort y Elegance. Posteriormente, con el lavado de cara de 2004, se introdujeron otros acabados como Young Line, Urban o Fresh.

### Motorizaciones
Sus motores gasolina son un 1.0 litros de 50 CV de potencia máxima (no comercializado en el mercado español), dos 1.2 litros, uno de dos válvulas por cilindro y 54 CV y otro de cuatro válvulas por cilindro y 64 CV, un 1.4 litros de dos válvulas por cilindro y 68 CV o cuatro válvulas por cilindro y 80 o 100 CV, y un 2.0 litros de dos válvulas por cilindro y 115 CV. Los diésel son un 1.4 litros turboalimentado de 70 o 75 CV (luego 80 CV) y un 1.9 litros en variantes atmosférica de inyección directa y 64 CV y con turbocompresor de geometría variable e inyección directa inyector-bomba de 100 o 130 CV. Todos ellos son de cuatro cilindros en línea, salvo el gasolina 1.2 y el diésel 1.4, que son de tres cilindros.
En la oferta de motorización combinaba el bagaje que la casa checa había acumulado a lo largo de su larga experiencia como fabricante independiente, con la aportación clave del socio alemán. Así, el 1.0 MPI 54 CV y el 1.4 MPI 8v procedían de los bloques originales Škoda 1.3, nacidos en los años 1960. Los novedosos 1.2 HTP (High Torque Perfomance, que podría traducirse como rendimiento de alto par) habían sido desarrollados especialmente para el Fabia y pronto serían asociados al Volkswagen Polo IV y al Seat Ibiza III, dado su éxito como alternativa de óptima relación consumo-prestaciones. 
| Periodo                        | 1999-2000             | 2002-2006             | 2003-2007             | 2000-2003             | 1999-2003             | 2000-2007                                         | 2006-2007             | 1999-2007             | 2000-2007             | 1999-2000             |
| Identificación del motor       | AQV, ATY, ARV         | AWY, BMD              | AZQ, BME              | AZE, AZF              | AME, AQW, ATZ         | AUA, BBY, BKY                                     | BUD                   | AUB, BBZ              | AZL, BBX              | ATF                   |
| Tipo de motor                  | L4 8v                 | L3 6v                 | L3 12v                | L4 8v                 | L4 8v                 | L4 16v                                            | L4 16v                | L4 16v                | L4 8v                 | L4 8v                 |
| Diámetro x carrera             | 72.0 mm × 61.2 mm     | 76.5 mm × 86.9 mm     | 76.5 mm × 86.9 mm     | 75.5 mm × 78.0 mm     | 75.5 mm × 78.0 mm     | 76.5 mm × 75.6 mm                                 | 76.5 mm × 75.6 mm     | 76.5 mm × 75.6 mm     | 82.5 mm × 92.8 mm     | 82.5 mm × 92.8 mm     |
| Cilindrada                     | 999 cm³               | 1198 cm³              | 1198 cm³              | 1397 cm³              | 1397 cm³              | 1390 cm³                                          | 1390 cm³              | 1390 cm³              | 1984 cm³              | 1984 cm³              |
| Relación de compresión         | 10.0: 1               | 10.5: 1               | 10.5: 1               |                       |                       | 10.5: 1                                           | 10.5: 1               | 10.5: 1               | 10.5: 1               | 10.5: 1               |
| Potencia máxima: CV (kW) @ rpm | 50 CV (37 kW) @ 5000  | 54 CV (40 kW) @ 4750  | 64 CV (47 kW) @ 5400  | 60 CV (44 kW) @ 5000  | 68 CV (50 kW) @ 5000  | 75 CV (55 kW) @ 5000                              | 80 CV (59 kW) @ 5000  | 101 CV (74 kW) @ 6000 | 115 CV (85 kW) @ 5400 | 120 CV (88 kW) @ 5600 |
| Par máximo: Nm @ rpm           | 84 Nm @ 2750          | 106 Nm @ 3000         | 112 Nm @ 3000         | 118 Nm @ 2600         | 120 Nm @ 2500         | 126 Nm @ 3800                                     | 132 Nm @ 3800         | 126 Nm @ 4400         | 170 Nm @ 2400         | 174 Nm @ 2400         |
| Tracción                       | Delantera             | Delantera             | Delantera             | Delantera             | Delantera             | Delantera                                         | Delantera             | Delantera             | Delantera             | Delantera             |
| Transmisión                    | Manual, 5 velocidades | Manual, 5 velocidades | Manual, 5 velocidades | Manual, 5 velocidades | Manual, 5 velocidades | Manual, 5 velocidades / Automática, 4 velocidades | Manual, 5 velocidades | Manual, 5 velocidades | Manual, 5 velocidades | Manual, 5 velocidades |
| Aceleración (0-100 km/h)       |                       | 18.4 s                | 15.9 s                | 16.5 s                | 15.4 s                | 13.8 s                                            |                       | 11.6 s                | 10.1 s                |                       |
| Velocidad máxima               |                       | 151 km/h              | 160 km/h              | 157 km/h              | 162 km/h              | 167 km/h                                          |                       | 186 km/h              | 197 km/h              |                       |
| Consumo combinado (L/100 km)   |                       | 5.9                   | 5.9                   | 7.2                   | 7.0                   | 6.5                                               |                       | 6.7                   | 7.7                   |                       |

| Periodo                        | 2005-2007                                                    | 2003-2005                                                    | 2005-2007                                                    | 1999-2005                | 1999-2007                                                    | 2003-2006                                                    |
| Identificación del motor       | BNF                                                          | AMF                                                          | BNV                                                          | ASY                      | ATD, AXR                                                     | ASZ, BLT                                                     |
| Tipo de motor                  | L3 6v, inyección directa, inyector-bomba, turbo, intercooler | L3 6v, inyección directa, inyector-bomba, turbo, intercooler | L3 6v, inyección directa, inyector-bomba, turbo, intercooler | L4 8v, inyección directa | L4 8v, inyección directa, inyector-bomba, turbo, intercooler | L4 8v, inyección directa, inyector-bomba, turbo, intercooler |
| Diámetro x carrera             | 79.5 mm × 95.5 mm                                            | 79.5 mm × 95.5 mm                                            | 79.5 mm × 95.5 mm                                            | 79.5 mm × 95.5 mm        | 79.5 mm × 95.5 mm                                            | 79.5 mm × 95.5 mm                                            |
| Cilindrada                     | 1422 cm³                                                     | 1422 cm³                                                     | 1422 cm³                                                     | 1896 cm³                 | 1896 cm³                                                     | 1896 cm³                                                     |
| Relación de compresión         | 19.5: 1                                                      | 19.5: 1                                                      | 19.5: 1                                                      | 19.5: 1                  | 19.0: 1                                                      | 19.0: 1                                                      |
| Potencia máxima: CV (kW) @ rpm | 70 CV (51 kW) @ 4000                                         | 75 CV (55 kW) @ 4000                                         | 80 CV (59 kW) @ 4000                                         | 64 CV (47 kW) @ 4000     | 100 CV (74 kW) @ 4000                                        | 130 CV (96 kW) @ 4000                                        |
| Par máximo: Nm @ rpm           | 155 Nm @ 1600-2800                                           | 195 Nm @ 2200                                                | 195 Nm @ 2200                                                | 125 Nm @ 1600-2800       | 240 Nm @ 1800-2400                                           | 310 Nm @ 1900                                                |
| Tracción                       | Delantera                                                    | Delantera                                                    | Delantera                                                    | Delantera                | Delantera                                                    | Delantera                                                    |
| Transmisión                    | Manual, 5 velocidades                                        | Manual, 5 velocidades                                        | Manual, 5 velocidades                                        | Manual, 5 velocidades    | Manual, 5 velocidades                                        | Manual, 6 velocidades                                        |
| Aceleración 0–100 km/h         | 15.6 s                                                       | 14.2 s                                                       | 13.8 s                                                       | 18.6 s                   | 11.5 s                                                       | 9.6 s                                                        |
| Velocidad máxima               | 162 km/h                                                     | 168 km/h                                                     | 170 km/h                                                     | 162 km/h                 | 185 km/h                                                     | 204 km/h                                                     |
| Consumo combinado (L/100 km)   | 4.7                                                          | 4.4                                                          | 4.6                                                          | 4.8                      | 4.9                                                          | 5.1                                                          |

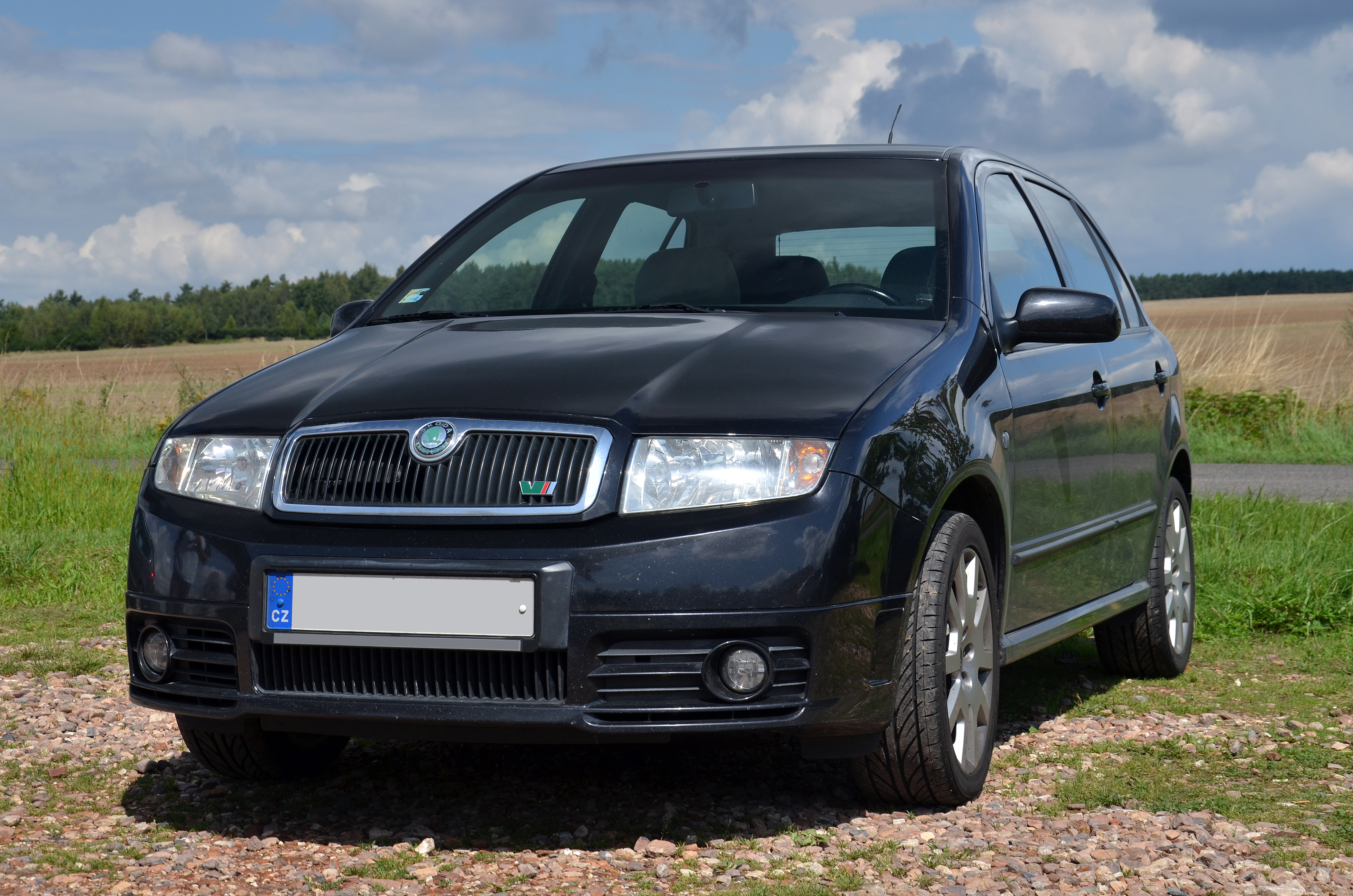
Versión RS (facelift)
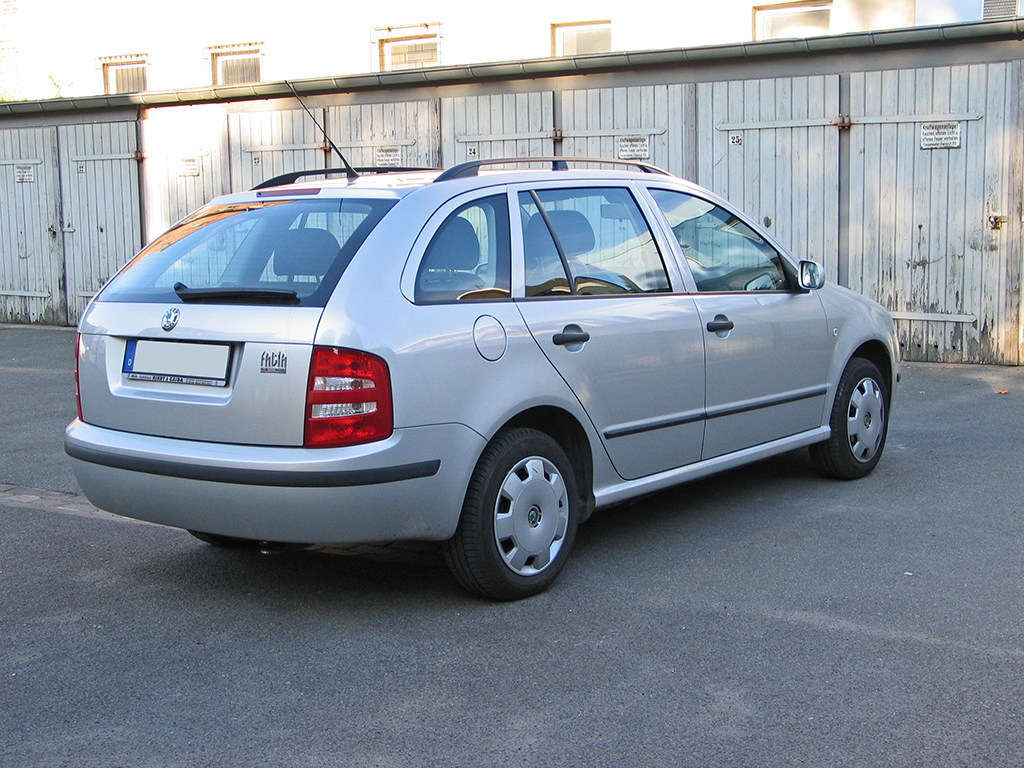
Variante Combi (prefacelift).
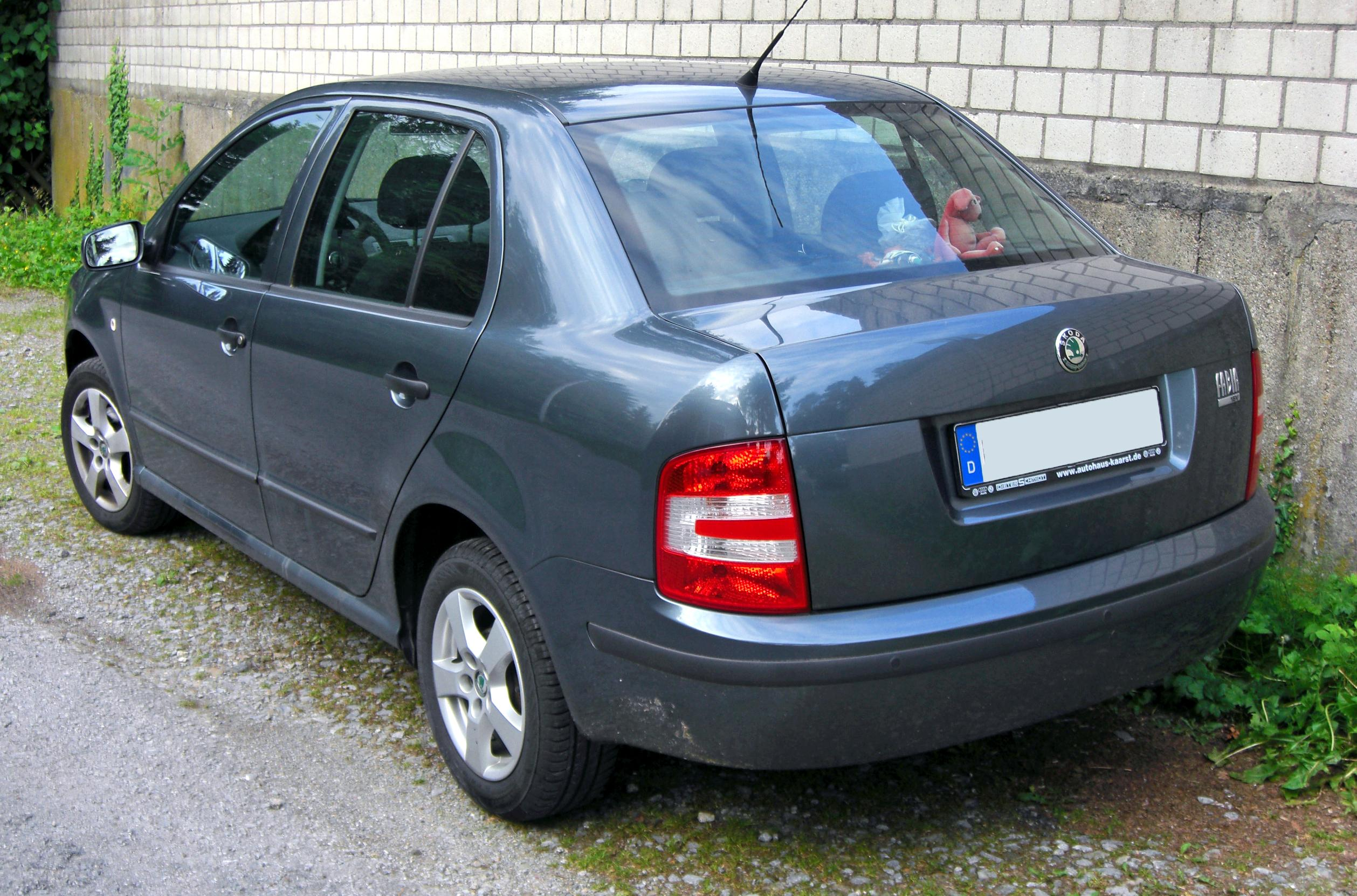
Variante Sedan (facelift).

## Segunda generación (2007-2014)
La segunda generación del Skoda Fabia fue lanzada en el Salón del Automóvil de Ginebra de 2007 y fue puesta a la venta en abril de ese año. Inicialmente estaba disponible únicamente con una carrocería hatchback de cinco puertas; una variante familiar de cinco puertas fue presentada en el Salón del Automóvil de Frankfurt de 2007 y puesta a la venta a fines de ese año. El "Fabia Scout", un nivel de equipamiento asociado a la carrocería familiar que posee detalles estéticos semejantes a los de un automóvil todoterreno, se mostró como prototipo en el Salón de Frankfurt de 2007 y en su versión final en el Salón de Ginebra de 2009.

### Motorizaciones
Sus motores gasolina son un 1.2 litros de 60 o 70 CV, un 1.4 litros de 86 CV, y un 1.6 litros de 105 CV, todos ellos de inyección indirecta y cuatro válvulas por cilindro, salvo el menos potente, que tiene dos. En 2010 los motores de mayor cilindrada fueron sustituidos por el 1.2 litros incorporando turbocompresor que aporta 85 o 105 CV según la versión de dos o cuatro válvulas. Los diésel son un 1.4 litros con turbocompresor de geometría fija de 70 u 80 CV y un 1.9 litros con turbocompresor de geometría variable de 105 CV, los tres con inyección directa inyector-bomba, intercooler y dos válvulas por cilindro.
Ciertos modelos diésel de esta generación forman parte del Escándalo de las emisiones de Volkswagen. Sus emisiones son mayores que las oficialmente documentadas y puede incurrir en impuestos medioambientales superiores en determinados países.
| Periodo                        | 2007-2014             | 2007-2014             | 2010-2014                                     | 2010-2014                                         | 2007-2014             | 2010-2014                                                | 2007-2014                                         |
| Identificación del motor       | BBM, CHFA             | BZG, CGPA             | CBZA                                          | CBZB                                              | BXW, CGGB             | CAVE, CTHE                                               | BTS                                               |
| Tipo de motor                  | L3 6v                 | L3 12v                | L4 16v, inyección directa, turbo, intercooler | L4 16v, inyección directa, turbo, intercooler     | L4 16v                | L4 16v, inyección directa, turbo, compresor, intercooler | L4 16v                                            |
| Diámetro x carrera             | 76.5 mm × 86.9 mm     | 76.5 mm × 86.9 mm     | 71.0 mm × 75.6 mm                             | 71.0 mm × 75.6 mm                                 | 76.5 mm × 75.6 mm     | 76.5 mm × 75.6 mm                                        | 81.0 mm × 77.4 mm                                 |
| Cilindrada                     | 1198 cm³              | 1198 cm³              | 1197 cm³                                      | 1197 cm³                                          | 1390 cm³              | 1390 cm³                                                 | 1598 cm³                                          |
| Relación de compresión         | 10.5: 1               | 10.5: 1               | 10.0: 1                                       | 10.0: 1                                           | 10.5: 1               | 10.0: 1                                                  | 10.5: 1                                           |
| Potencia máxima: CV (kW) @ rpm | 60 CV (44 kW) @ 5200  | 70 CV (51 kW) @ 5400  | 86 CV (63 kW) @ 4800                          | 105 CV (77 kW) @ 5000                             | 86 CV (63 kW) @ 5000  | 180 CV (132 kW) @ 6200                                   | 105 CV (77 kW) @ 5600                             |
| Par máximo: Nm @ rpm           | 108 Nm @ 3000         | 112 Nm @ 3000         | 160 Nm @ 1500-3500                            | 175 Nm @ 1550-4100                                | 132 Nm @ 3800         | 250 Nm @ 2000-4500                                       | 153 Nm @ 3800                                     |
| Tracción                       | Delantera             | Delantera             | Delantera                                     | Delantera                                         | Delantera             | Delantera                                                | Delantera                                         |
| Transmisión                    | Manual, 5 velocidades | Manual, 5 velocidades | Manual, 5 velocidades                         | Manual, 5 velocidades / Automática, 7 velocidades | Manual, 5 velocidades | Automática, 7 velocidades                                | Manual, 5 velocidades / Automática, 6 velocidades |
| Peso                           | 1115 kg               | 1125 kg               | 1116 kg                                       | 1130 kg                                           | 1135 kg               | 1318 kg                                                  | 1145 kg                                           |
| Aceleración (0-100 km/h)       | 16.5 s                | 14.9 s                | 11.7 s                                        | 10.1 s                                            | 12.3                  | 7.3 s                                                    | 10.1 s                                            |
| Velocidad máxima               | 155 km/h              | 163 km/h              | 177 km/h                                      | 191 km/h                                          | 174 km/h              | 224 km/h                                                 | 190 km/h                                          |
| Consumo combinado (L/100 km/h) | 5.9                   | 5.9                   | 5.1                                           | 5.3                                               | 6.5                   | 6.2                                                      | 6.9                                               |

| Periodo                        | 2010-2014                                                  | 2007-2010                                                    | 2007-2010                                                    | 2010-2014                                                  | 2010-2014                                                  | 2010-2014                                                  | 2007-2010                                                    | 2007-2010                                                    |
| Identificación del motor       | CFWA                                                       | BNM                                                          | BNV, BMS                                                     | CAYA                                                       | CAYB                                                       | CAYC                                                       | BSW                                                          | BLS                                                          |
| Tipo de motor                  | L3 12v, inyección directa, common-rail, turbo, intercooler | L3 6v, inyección directa, inyector-bomba, turbo, intercooler | L3 6v, inyección directa, inyector-bomba, turbo, intercooler | L4 16v, inyección directa, common-rail, turbo, intercooler | L4 16v, inyección directa, common-rail, turbo, intercooler | L4 16v, inyección directa, common-rail, turbo, intercooler | L4 8v, inyección directa, inyector-bomba, turbo, intercooler | L4 8v, inyección directa, inyector-bomba, turbo, intercooler |
| Diámetro x carrera             | 79.5 mm × 80.5 mm                                          | 79.5 mm × 95.5 mm                                            | 79.5 mm × 95.5 mm                                            | 79.5 mm × 80.5 mm                                          | 79.5 mm × 80.5 mm                                          | 79.5 mm × 80.5 mm                                          | 79.5 mm × 95.5 mm                                            | 79.5 mm × 95.5 mm                                            |
| Cilindrada                     | 1199 cm³                                                   | 1422 cm³                                                     | 1422 cm³                                                     | 1598 cm³                                                   | 1598 cm³                                                   | 1598 cm³                                                   | 1896 cm³                                                     | 1896 cm³                                                     |
| Relación de compresión         | 16.5: 1                                                    | 19.5: 1                                                      | 19.5: 1                                                      | 16.5: 1                                                    | 16.5: 1                                                    | 16.5: 1                                                    | 19.0: 1                                                      | 19.0: 1                                                      |
| Potencia máxima: CV (kW) @ rpm | 75 CV (55 kW) @ 4200                                       | 70 CV (51 kW) @ 4000                                         | 80 CV (59 kW) @ 4000                                         | 75 CV (55 kW) @ 4000                                       | 90 CV (66 kW) @ 4200                                       | 105 CV (77 kW) @ 4400                                      | 105 CV (77 kW) @ 4000                                        | 105 CV (77 kW) @ 4000                                        |
| Par máximo: Nm @ rpm           | 180 Nm @ 2000                                              | 155 Nm @ 1600-2800                                           | 195 Nm @ 2200                                                | 195 Nm @ 1500-2000                                         | 230 Nm @ 1500-2500                                         | 250 Nm @ 1500-2500                                         | 240 Nm @ 1800                                                | 240 Nm @ 1900                                                |
| Tracción                       | Delantera                                                  | Delantera                                                    | Delantera                                                    | Delantera                                                  | Delantera                                                  | Delantera                                                  | Delantera                                                    | Delantera                                                    |
| Transmisión                    | Manual, 5 velocidades                                      | Manual, 5 velocidades                                        | Manual, 5 velocidades                                        | Manual, 5 velocidades                                      | Manual, 5 velocidades                                      | Manual, 5 velocidades                                      | Manual, 5 velocidades                                        | Manual, 5 velocidades                                        |
| Peso                           | 1203 kg                                                    | 1200 kg                                                      | 1205 kg                                                      | 1204 kg                                                    | 1219 kg                                                    | 1219 kg                                                    | 1245 kg                                                      | 1245 kg                                                      |
| Aceleración 0–100 km/h         | 14.2 s                                                     | 14.8 s                                                       | 13.2 s                                                       | 14.1 s                                                     | 12.6 s                                                     | 10.9 s                                                     | 10.8 s                                                       | 10.8 s                                                       |
| Velocidad máxima               | 172 km/h                                                   | 163 km/h                                                     | 172 km/h                                                     | 166 km/h                                                   | 176 km/h                                                   | 188 km/h                                                   | 190 km/h                                                     | 190 km/h                                                     |
| Consumo combinado (L/100 km/h) | 3.4                                                        | 4.8                                                          | 4.6                                                          | 4.2                                                        | 4.2                                                        | 4.2                                                        | 4.9                                                          | 4.9                                                          |

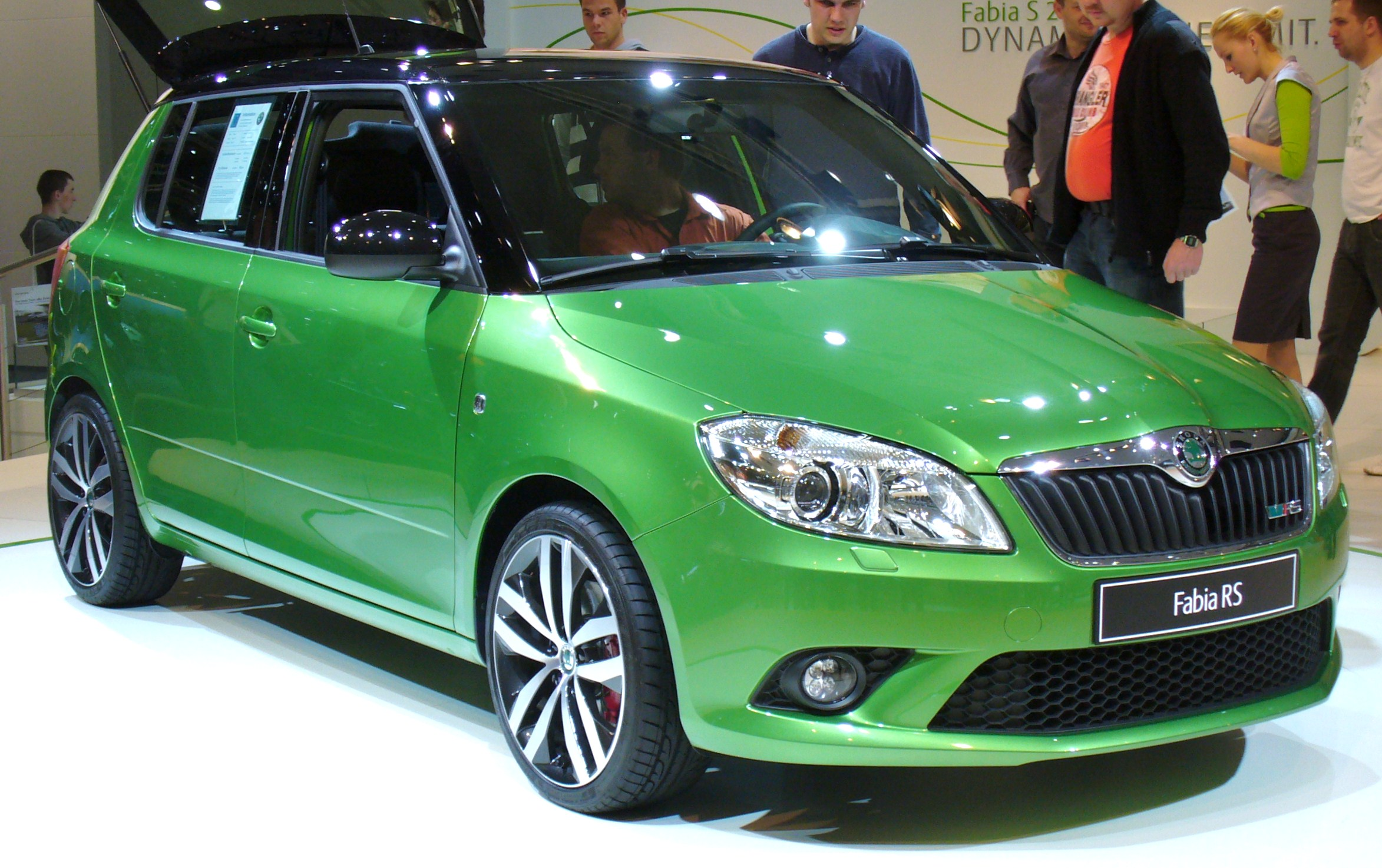
Versión RS.
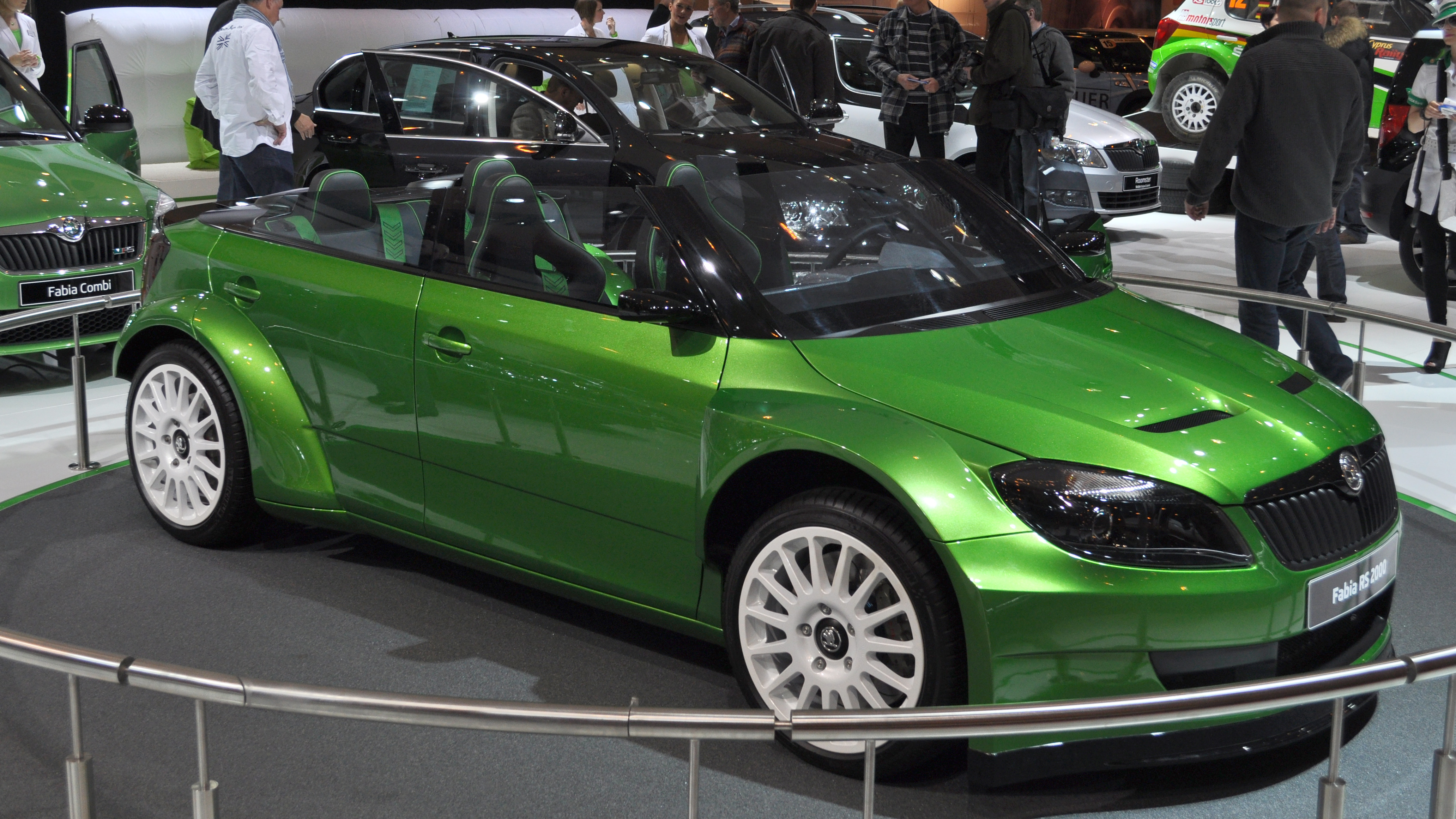
Prototipo Fabia RS 2000.

## Tercera generación (2014-2021)
La tercera generación del Skoda Fabia se presentó al público en el Salón del Automóvil de París de 2014 y se comenzó a comercializar ese año. En 2018 se presentó un lavado de cara, destacando el cambio de logo trasero para incluir las letras ŠKODA sobre la matrícula trasera. 

#### Fabia Combi
La producción el Fabia Combi continuó con esta nueva versión. Hasta 2018 se mantuvo estable sin grandes variaciones. En 2022 se produjeron las últimas unidades del Fabia Combi, que fueron vendidas como Fabia Combi Tour, con algunas novedades y variedades con respecto a la versión vendida hasta 2021. Todavía fue posible adquirir hasta el 2023 los últimos Fabia Combi ya que Škoda tardó hasta un año en enviar los coches terminados a los concesionarios.

### Motorizaciones
| Periodo                        | 2014-2021                 | 2014-2021             | 2017-2021                                     | 2017-2021                                         | 2014-2017                                     | 2014-2017                                         | 2014-2021                                                  | 2014-2021                                                  |           |           |           |           |           |           |           |
| Tipo de motor                  | L3 12v                    | L3 12v                | L3 12v, inyección directa, turbo, intercooler | L3 12v, inyección directa, turbo, intercooler     | L4 16v, inyección directa, turbo, intercooler | L4 16v, inyección directa, turbo, intercooler     | L3 12v, inyección directa, common-rail, turbo, intercooler | L3 12v, inyección directa, common-rail, turbo, intercooler |           |           |           |           |           |           |           |
| Identificación del motor       | CHYA                      | CHYB                  | CHZB                                          | CHZC                                              | CJZC                                          | CJZD                                              | CUSB                                                       | CUTA                                                       |           |           |           |           |           |           |           |
| Diámetro x carrera             | 74.5 mm × 76.4 mm         | 74.5 mm × 76.4 mm     | 74.5 mm × 76.4 mm                             | 74.5 mm × 76.4 mm                                 | 71.0 mm × 75.6 mm                             | 71.0 mm × 75.6 mm                                 | 79.5 mm × 95.5 mm                                          | 79.5 mm × 95.5 mm                                          |           |           |           |           |           |           |           |
| Cilindrada                     | 999 cm³                   | 999 cm³               | 999 cm³                                       | 999 cm³                                           | 1197 cm³                                      | 1197 cm³                                          | 1422 cm³                                                   | 1422 cm³                                                   |           |           |           |           |           |           |           |
| Relación de compresión         | 10.5: 1                   | 10.5: 1               | 10.5: 1                                       | 10.5: 1                                           | 10.5: 1                                       | 10.5: 1                                           | 16.2: 1                                                    | 16.2: 1                                                    |           |           |           |           |           |           |           |
| Potencia máxima: CV (kW) @ rpm | 60 CV (44 kW) @ 5000-6000 | 75 CV (52 kW) @ 6200  | 95 CV (70 kW) @ 5000-5500                     | 110 CV (81 kW) @ 4600-5600                        | 90 CV (66 kW) @ 4400-5400                     | 110 CV (81 kW) @ 4600-5600                        | 90 CV (66 kW) @ 3000-3250                                  | 105 CV (77 kW) @ 3500-3750                                 |           |           |           |           |           |           |           |
| Par máximo: Nm @ rpm           | 95 Nm @ 3000-4300         | 95 Nm @ 3000-4300     | 160 Nm @ 1400-3500                            | 200 Nm @ 1400-4000                                | 160 Nm @ 1400-3500                            | 175 Nm @ 1400-4000                                | 230 Nm @ 1700-2500                                         | 250 Nm @ 1750-2500                                         |           |           |           |           |           |           |           |
| Tracción                       | Delantera                 | Delantera             | Delantera                                     | Delantera                                         | Delantera                                     | Delantera                                         | Delantera                                                  | Delantera                                                  | Delantera | Delantera | Delantera | Delantera | Delantera | Delantera | Delantera |
| Transmisión                    | Manual, 5 velocidades     | Manual, 5 velocidades | Manual, 5 velocidades                         | Manual, 6 velocidades / Automática, 7 velocidades | Manual, 5 velocidades                         | Manual, 6 velocidades / Automática, 7 velocidades | Manual, 5 velocidades / Automática, 7 velocidades          | Manual, 6 velocidades                                      |           |           |           |           |           |           |           |
| Aceleración (0-100 km/h)       | 15.7 s                    | 14.7 s                | 10.6 s                                        | 9.5 s                                             | 10.9 s                                        | 9.4 s                                             | 11.1 s                                                     | 10.1 s                                                     |           |           |           |           |           |           |           |
| Velocidad máxima               | 160 km/h                  | 172 km/h              | 187 km/h                                      | 199 km/h                                          | 185 km/h                                      | 199 km/h                                          | 184 km/h                                                   | 196 km/h                                                   |           |           |           |           |           |           |           |
| Consumo combinado (L/100 km)   | 4.7                       | 4.8                   | 4.3                                           | 4.5                                               | 4.7                                           | 4.8                                               | 3.4                                                        | 3.5                                                        |           |           |           |           |           |           |           |

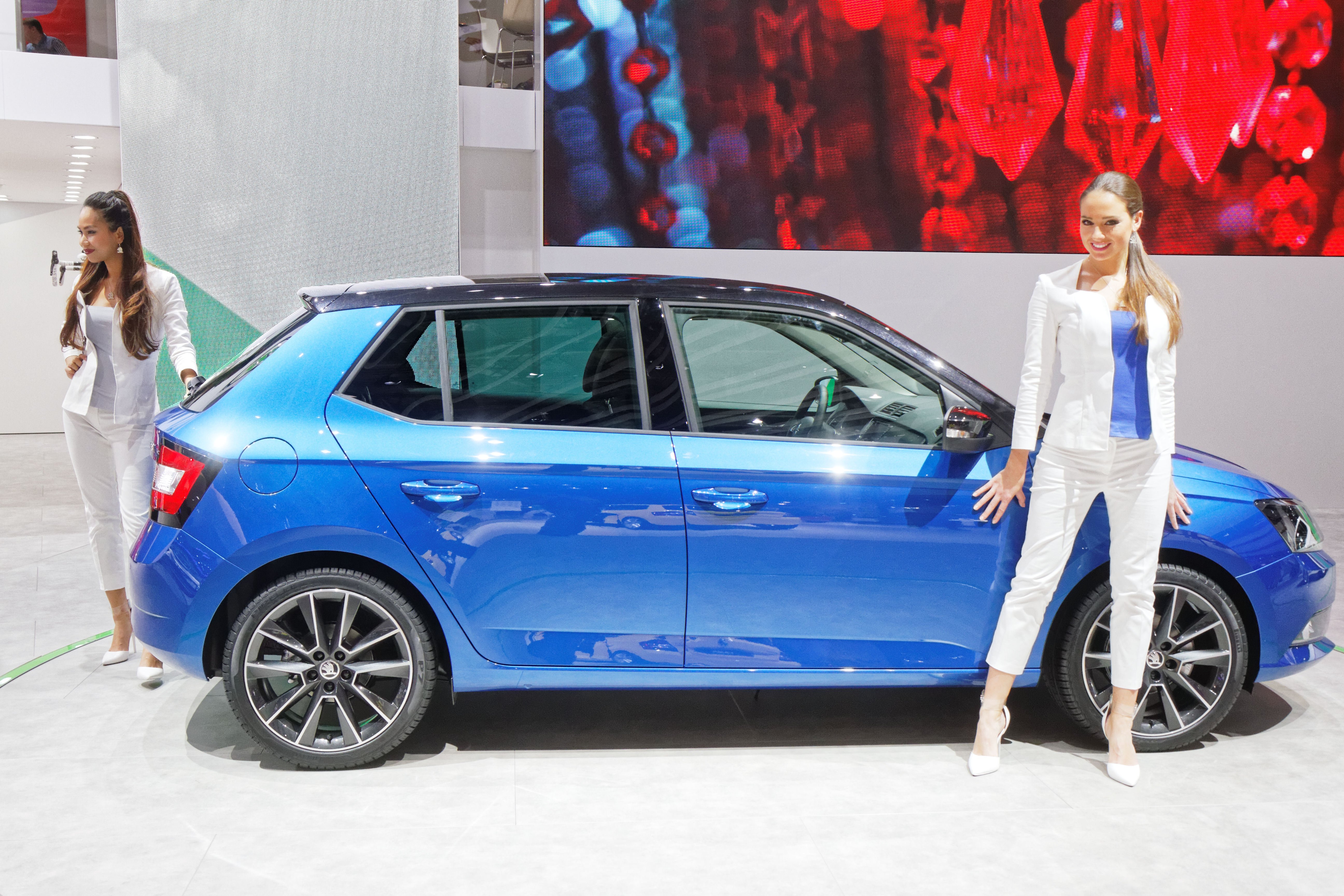
presentación en el salón de París 2014 vista lateral del vehículo
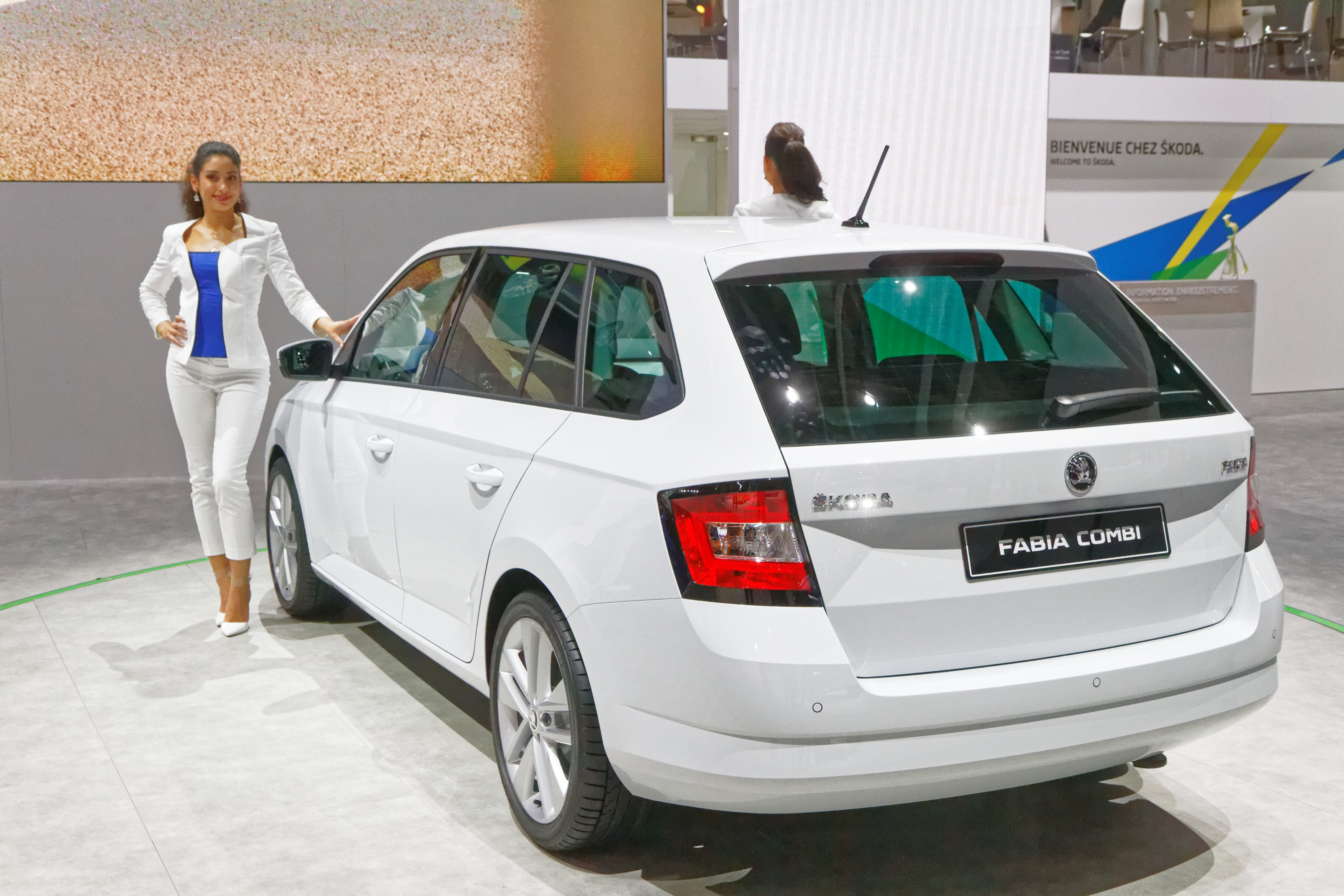
presentación en el salón de París 2014 vista lateral trasera del Combi

## Cuarta generación (2021-presente)

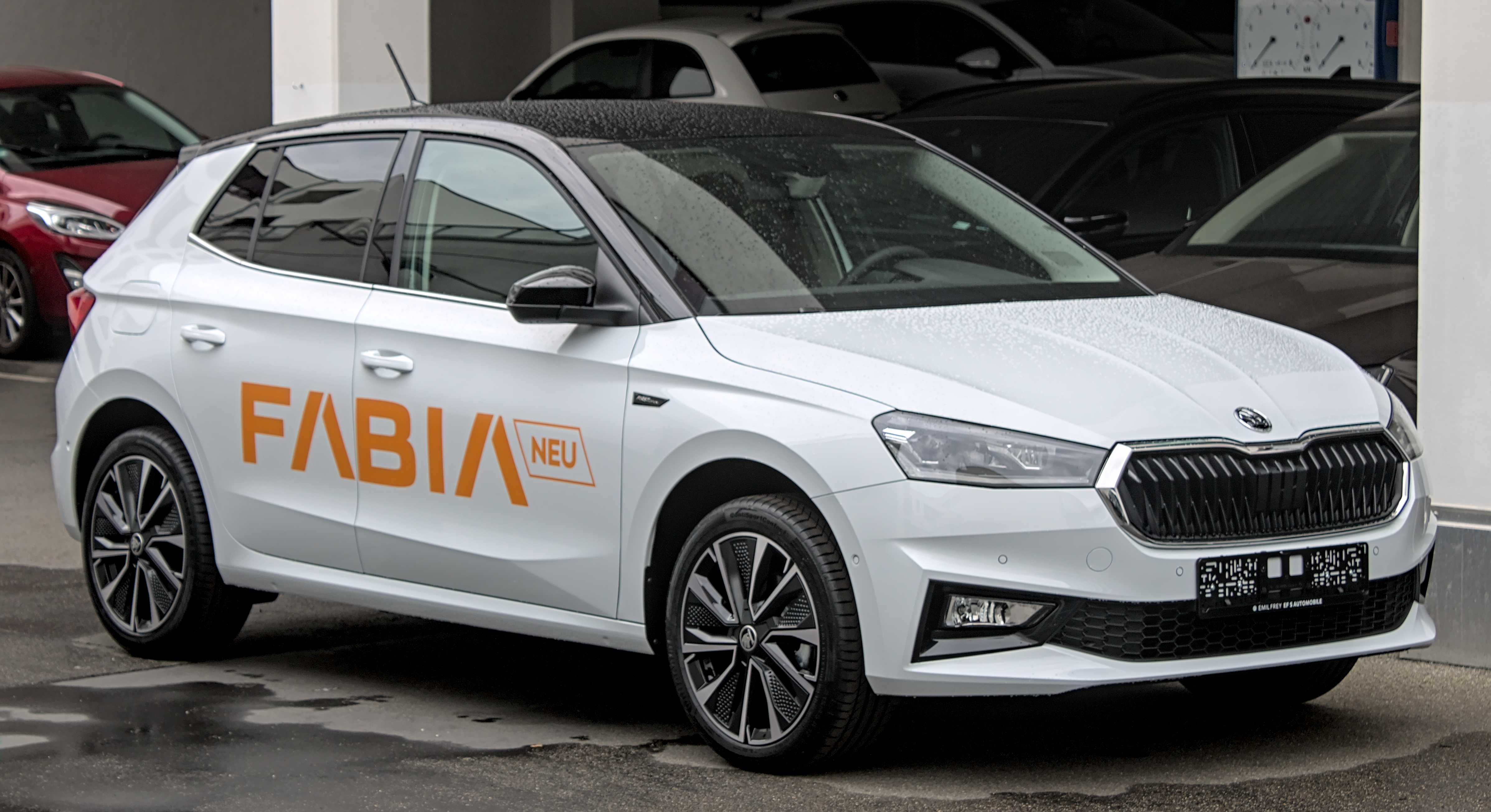
Cuarta generación del Fabia (vista delantera)

El Fabia IV, que se dio a conocer en la primavera de 2021, adopta la plataforma que ya venían usando sus hermanos Volkswagen Polo VI y Seat Ibiza V, la MQB A0. Como resultado de esto, es significativamente más largo y ancho que la tercera generación, alcanzando cotas propias de compactos de la década de los 2000, como el Volkswagen Golf IV. Destaca también el mayor volumen de carga, con 50 litros adicionales de maletero, llevando la capacidad a un total de 380 litros, la mayor de entre los coches de su segmento. 
En contra de los previsto, Škoda acabó por descartar fabricar la variante Combi de esta generación, dadas las limitaciones impuestas a los fabricantes por la nueva normativa europea sobre emisiones.
Desaparecen los motores diésel para la nueva generación del Fabia, y solo se fabrica con propulsores de gasolina en variante atmosférica (1.0 MPI 80 CV) y turboalimentada (1.0 TSI 95 CV/110CV/115CV, 1.5 TSI 150 CV), asociados a cajas de cambios manuales y DSG. Para 2022, se introduce la ya tradicional versión Monte Carlo, que queda limitada a detalles estéticos (calandra, logotipos y tipografía en color negro, etc.) y mantiene las mismas motorizaciones de los acabados estándar. 

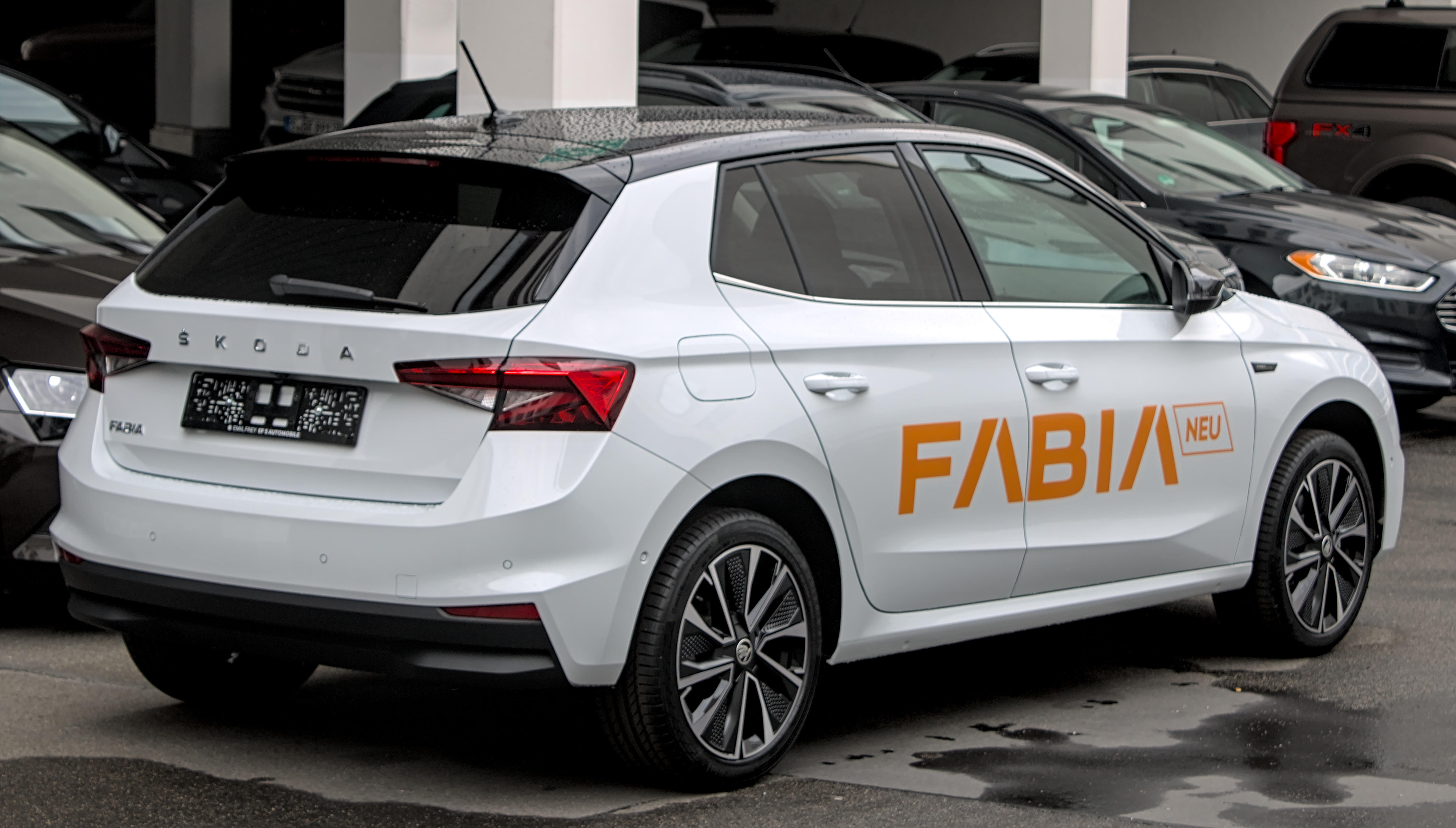
Cuarta generación del Fabia (vista trasera)

## Competición

### Škoda Fabia WRC
El Fabia II con homologación World Rally Car participó en el Campeonato Mundial de Rallyes (WRC) entre las temporadas 2003 y 2006, en sustitución del Škoda Octavia WRC. A su volante pilotos de la talla de Armin Schwarz o Colin McRae pudieron disputar distintas pruebas del mundial. El sueco Lars Larsson resultó vencedor de la división 1 del Campeonato Europeo de Rallycross de 2006 y 2007 pilotando un Fabia WRC. 

### Škoda Fabia S2000
Al poco de su abandono del Mundial de Rallyes la marca checa se centró en el desarrollo de un vehículo de la categoría Super 2000, el Škoda Fabia S2000, con el que participó de forma oficial en el Intercontinental Rally Challenge desde la temporada 2009. Sus pilotos fueron el checo Jan Kopecky y el finlandés Juho Hanninen. Además, distintos equipos privados disputaron diferentes campeonatos nacionales a bordo del Fabia S2000, como el español Alberto Hevia o el italiano Piero Longhi; o participaron en el Campeonato Mundial de Rally de Automóviles de Producción, como Patrick Sandell.

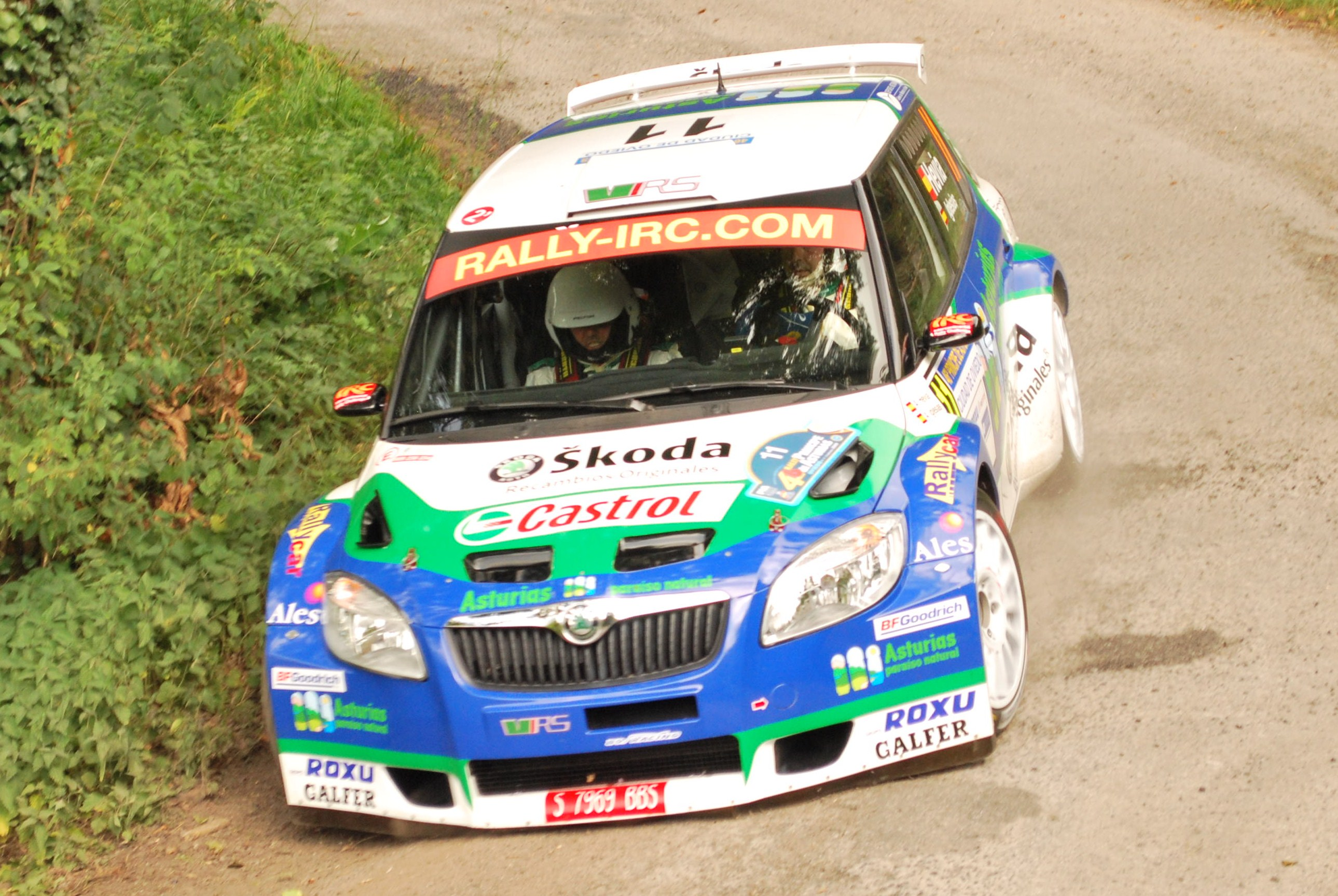
Alberto Hevia en el Rallye Príncipe de Asturias 2009.

### Škoda Fabia R5
El Fabia también cuenta con una versión homologada en la categoría R5, el Škoda Fabia R5.

### Škoda Fabia RS Rally2
En 2022, se presentó el nuevo Škoda Fabia RS Rally2, basado en el chasis del Škoda Fabia IV.